# Владимир Владичић
Владимир Владичић (Фоча, 23. мај 1982) професор је математике на Филозофском факултету Универзитета у Источном Сарајеву, те проректор за наставу Универзитета у Источном Сарајеву. Члан је  Друштва математичара Републике Српске.

## Биографија
Дипломирао на Математичком факултету Универзитета у Београду 2007. године. У звање асистента на Филозофском факултету Пале изабран 2008. године. Магистарски рад на истом факултету одбранио 2011. на тему „Инверзни проблеми типа Штурма-Лиувила са кашњењем“. Одбранио докторску дисертацију „Примјена Фуријеових редова у инверзном проблему једначина са кашњењем“ 2013. године. Постаје професор из уже научне области Математичка анализа и примјене.

## Издвојена библиографија
- A solution to the inverse problem for the Sturm-Liouville-type equation with a delay, Milenko Pikula, Vladimir Vladicic, Olivera Markovic/ Filomat, 26, No.7, 1237-1245 (2013).
- Asymptotic properties of rapidly varying functions/ Vladimir Vladicic, Nebojsa Elez/ Mathematica Moravica, 17, No.1, 75-78(2013)
- Један критеријум за дивергенцију редова/ Небојша Елез, Владимир Владичић/ Радови 15 (2), Универзитет у Источном Сарајеву Филозофски факултет, 47-50 (2013)
- Један алгоритам за одређивање пресјека кривих које настају инверзијом конусних пресјека/ Владимир Владичић, Дарко Дракулић/ Радови 12, Универзитет у Источном Сарајеву, Филозофски факултет, 183-188 (2010)
- Inverse problems for second order differential equations with constant delay / Vladimir Vladicic/ – ISCOPAM, University of Iaşi, Romania , 237-244 (Book 1) (2010)
- Алгебарске структуре на скупу троуглова / Миленко Пикула, Владимир Владичић/ Зборник радова са научног скупа Наука и настава на универзитету, Универзитет у Источном Сарајеву, Филозофски факултет, 641-644(2009)
- О једном диференцијалном оператору и његовим својственим вриједностима / Миленко Пикула, Владимир Владичић/ Зборник радова са прве Математичке коференције Републике Српске, Универзитет у Источном Сарајеву, 7-12(2012)
- Одређивање потенцијала q диференцијалног оператора Штурма-Лиувила са хомогеним кашњењем/ Миленко Пикула, Владимир Владичић и Драгана Недић/